# Biegi narciarskie na Mistrzostwach Świata Juniorów w Narciarstwie Klasycznym 2018
Biegi narciarskie na 38. mistrzostwach świata juniorów odbywały się w dniach 28 stycznia–3 lutego 2018 roku w szwajcarskiej miejscowości Goms. Zawodnicy i zawodniczki rywalizowali łącznie w 14 konkurencjach, w dwóch kategoriach wiekowych: juniorów oraz młodzieżowców.

## Wyniki juniorów
| Miejsce | Zawodnik            | Czas    | Strata   |
| ------- | ------------------- | ------- | -------- |
|         | Tom Mancini         | 2:59,77 | –        |
|         | Jørgen Lippert      | 2:59,87 | +0,10    |
|         | Valerio Grond       | 3:05,34 | +5,57    |
| 4.      | Vincent Buiatti     | 3:05,70 | +5,93    |
| 5.      | Davide Graz         | 3:09,02 | +9,25    |
| 6.      | Jon Rolf Skamo Hope | 4:04,77 | +1:05,00 |
| ...     |                     |         |          |
| 48.     | Mateusz Haratyk     | –       | –        |
| 88.     | Michał Skowron      | –       | –        |

| Miejsce | Zawodniczka             | Czas    | Strata |
| ------- | ----------------------- | ------- | ------ |
|         | Moa Lundgren            | 2:52,55 | –      |
|         | Kristine Stavås Skistad | 2:54,44 | +1,89  |
|         | Frida Karlsson          | 2:54,91 | +2,36  |
| 4.      | Anita Korva             | 2:54,98 | +2,43  |
| 5.      | Johanna Hagström        | 3:01,87 | +9,32  |
| 6.      | Mathilde Myhrvold       | 3:05,66 | +13,11 |
| ...     |                         |         |        |
| 31.     | Izabela Marcisz         | –       | –      |
| 45.     | Eliza Rucka             | –       | –      |
| 63.     | Klaudia Kołodziej       | –       | –      |
| DSQ     | Monika Skinder          | –       | –      |

| Miejsce | Zawodnik                | Czas    | Strata  |
| ------- | ----------------------- | ------- | ------- |
|         | Jon Rolf Skamo Hope     | 24:58,8 | –       |
|         | Siergiej Ardaszew       | 25:07,8 | +9,0    |
|         | Jørgen Lippert          | 25:26,7 | +27,9   |
| 4.      | Harald Østberg Amundsen | 25:28,4 | +29,6   |
| 5.      | Håvard Moseby           | 25:38,6 | +39,8   |
| 6.      | Kiriłł Kiliwniuk        | 25:39,1 | +40,3   |
| ...     |                         |         |         |
| 49.     | Mateusz Haratyk         | 27:57,2 | +2:58,4 |
| 87.     | Michał Skowron          | 31:09,0 | +6:10,2 |

| Miejsce | Zawodniczka             | Czas    | Strata  |
| ------- | ----------------------- | ------- | ------- |
|         | Polina Niekrasowa       | 13:58,7 | –       |
|         | Hailey Swirbul          | 14:13,1 | +14,4   |
|         | Anita Korva             | 14:24,1 | +25,4   |
| 4.      | Barbora Havlíčková      | 14:25,5 | +26,8   |
| 5.      | Kristine Stavås Skistad | 14:30,6 | +31,9   |
| 6.      | Laura Chamiot-Maitral   | 14:33,6 | +34,9   |
| ...     |                         |         |         |
| 51.     | Eliza Rucka             | 16:07,3 | +2:08,6 |
| 53.     | Izabela Marcisz         | 16:10,8 | +2:12,1 |
| 60.     | Monika Skinder          | 16:23,9 | +2:25,2 |
| 78.     | Klaudia Kołodziej       | 17:54,2 | +3:55,5 |

| Miejsce | Zawodnik                | Czas      | Strata  |
| ------- | ----------------------- | --------- | ------- |
|         | Harald Østberg Amundsen | 58:45,7   | –       |
|         | Jon Rolf Skamo Hope     | 59:20,4   | +34,7   |
|         | Jørgen Lippert          | 59:45,8   | +1:00,1 |
| 4.      | Kiriłł Kiliwniuk        | 59:50,6   | +1:04,9 |
| 5.      | Friedrich Moch          | 59:59,9   | +1:14,2 |
| 6.      | Iwan Ljuft              | 1:00:19,3 | +1:33,6 |
| ...     |                         |           |         |
| 48.     | Mateusz Haratyk         | 1:04:45,8 | +6:00,1 |
| LPD     | Michał Skowron          | –         | –       |

| Miejsce | Zawodniczka        | Czas    | Strata  |
| ------- | ------------------ | ------- | ------- |
|         | Frida Karlsson     | 32:55,7 | –       |
|         | Lone Johansen      | 33:31,2 | +35,5   |
|         | Hailey Swirbul     | 33:31,9 | +36,2   |
| 4.      | Eveliina Piippo    | 33:45,8 | +50,1   |
| 5.      | Barbora Havlíčková | 33:48,8 | +53,1   |
| 6.      | Polina Niekrasowa  | 34:08,4 | +1:12,7 |
| ...     |                    |         |         |
| 30.     | Eliza Rucka        | 36:23,0 | +3:27,3 |
| DNF     | Izabela Marcisz    | –       | –       |

| Miejsce | Państwo           | Zawodnicy                                                                   | Czas    | Strata |
| ------- | ----------------- | --------------------------------------------------------------------------- | ------- | ------ |
|         | Norwegia          | Harald Østberg Amundsen Jon Rolf Skamo Hope Håvard Moseby Jørgen Lippert    | 50:04,2 | –      |
|         | Stany Zjednoczone | Luke Jager Ben Ogden Hunter Wonders Gus Schumacher                          | 50:06,4 | +2,2   |
|         | Rosja             | Kiriłł Kiliwniuk Siergiej Ardaszew Jarosław Ryboczkin Aleksandr Tierientjew | 50:09,7 | +5,5   |
| 4.      | Francja           | Camille Laude Hugo Lapalus Tom Mancini Pierre Tichit                        | 50:33,8 | +29,6  |
| 5.      | Niemcy            | Philipp Unger Albert Küchler Friedrich Moch Florian Knop                    | 50:40,0 | +35,8  |
| 6.      | Włochy            | Alessandro Longo Luca Del Fabbro Martin Coradazzi Davide Graz               | 50:40,2 | +36,0  |

| Miejsce | Państwo   | Zawodniczki                                                         | Czas    | Strata  |
| ------- | --------- | ------------------------------------------------------------------- | ------- | ------- |
|         | Niemcy    | Alexandra Danner Celine Mayer Lisa Lohmann Anna-Maria Dietze        | 39:17,4 | –       |
|         | Rosja     | Polina Niekrasowa Christina Macokina Nina Dubotołkina Maja Jakunina | 39:26,0 | +8,6    |
|         | Szwecja   | Tua Dahlgren Frida Karlsson Alicia Persson Johanna Hagström         | 40:04,9 | +47,5   |
| 4.      | Finlandia | Jasmin Kähärä Anita Korva Rebecca Immonen Eveliina Piippo           | 40:11,5 | +54,1   |
| 5.      | Francja   | Laura Chamiot-Maitral Flora Dolci Léna Quintin Mélissa Gal          | 40:14,4 | +57,0   |
| 6.      | Włochy    | Emilie Jeantet Martina Bellini Cristina Pittin Chiara De Zolt Ponte | 40:15,8 | +58,4   |
| ...     |           |                                                                     |         |         |
| 12.     | Polska    | Monika Skinder Eliza Rucka Izabela Marcisz Klaudia Kołodziej        | 42:51,8 | +3:34,4 |

## Wyniki młodzieżowców U23
| Miejsce | Zawodnik            | Czas    | Strata |
| ------- | ------------------- | ------- | ------ |
|         | Erik Valnes         | 2:56,38 | –      |
|         | Jan Thomas Jenssen  | 2:56,62 | +0,24  |
|         | Even Northug        | 3:02,72 | +6,34  |
| 4.      | Beda Klee           | 3:03,66 | +7,28  |
| 5.      | Valentin Chauvin    | 3:04,70 | +8,32  |
| 6.      | Alin Florin Cioancă | 3:09,62 | +13,24 |
| ...     |                     |         |        |
| 14.     | Kamil Bury          | –       | –      |
| 44.     | Dominik Bury        | –       | –      |

| Miejsce | Zawodniczka         | Czas    | Strata |
| ------- | ------------------- | ------- | ------ |
|         | Tiril Udnes Weng    | 2:50,24 | –      |
|         | Nadine Fähndrich    | 2:50,32 | +0,08  |
|         | Natalja Niepriajewa | 2:55,02 | +4,78  |
| 4.      | Amalie Håkonsen Ous | 2:55,58 | +5,34  |
| 5.      | Jana Kirpiczenko    | 2:57,83 | +7,59  |
| 6.      | Antonia Fräbel      | 2:57,90 | +7,66  |

| Miejsce | Zawodnik                | Czas    | Strata  |
| ------- | ----------------------- | ------- | ------- |
|         | Mattis Stenshagen       | 36:28,3 | –       |
|         | Dienis Spicow           | 36:33,1 | +14,4   |
|         | Iwan Jakimuszkin        | 37:03,5 | +35,2   |
| 4.      | Irineu Esteve Altimiras | 37:20,7 | +52,4   |
| 5.      | Ole Jørgen Bruvoll      | 37:30,5 | +1:02,2 |
| 6.      | Jules Lapierre          | 37:32,0 | +1:03,7 |
| ...     |                         |         |         |
| 58.     | Kamil Bury              | 42:06,4 | +5:38,1 |
| DNF     | Dominik Bury            | –       | –       |

| Miejsce | Zawodniczka         | Czas    | Strata |
| ------- | ------------------- | ------- | ------ |
|         | Jana Kirpiczenko    | 27:46,1 | –      |
|         | Anna Żeriebiatjewa  | 28:00,0 | +13,9  |
|         | Nadine Fähndrich    | 28:15,7 | +29,6  |
| 4.      | Pia Fink            | 28:17,9 | +31,8  |
| 5.      | Natalja Niepriajewa | 28:23,5 | +37,4  |
| 6.      | Johanna Matintalo   | 28:35,5 | +49,4  |

| Miejsce | Zawodnik                | Czas      | Strata  |
| ------- | ----------------------- | --------- | ------- |
|         | Dienis Spicow           | 1:18:14,9 | –       |
|         | Jules Lapierre          | 1:18:17,8 | +2,9    |
|         | Ole Jørgen Bruvoll      | 1:18:36,4 | +21,5   |
| 4.      | Iwan Jakimuszkin        | 1:18:38,1 | +23,2   |
| 5.      | Irineu Esteve Altimiras | 1:18:51,3 | +36,4   |
| 6.      | Valentin Chauvin        | 1:19:47,8 | +1:32,9 |

| Miejsce | Zawodniczka         | Czas    | Strata  |
| ------- | ------------------- | ------- | ------- |
|         | Anastasija Siedowa  | 44:03,6 | –       |
|         | Natalja Niepriajewa | 44:14,3 | +10,7   |
|         | Jana Kirpiczenko    | 44:40,8 | +37,2   |
| 4.      | Pia Fink            | 45:37,1 | +1:33,5 |
| 5.      | Julija Biełorukowa  | 46:01,6 | +1:58,0 |
| 6.      | Antonia Fräbel      | 46:12,6 | +2:09,0 |

## Klasyfikacja medalowa
| Miejsce | Państwo           |   |   |   | złoto · srebro · brąz |
| ------- | ----------------- | - | - | - | --------------------- |
| 1.      | Norwegia          | 6 | 5 | 4 | 15                    |
| 2.      | Rosja             | 4 | 5 | 4 | 13                    |
| 3.      | Szwecja           | 2 | 0 | 2 | 4                     |
| 4.      | Francja           | 1 | 1 | 0 | 2                     |
| 5.      | Niemcy            | 1 | 0 | 0 | 1                     |
| 6.      | Stany Zjednoczone | 0 | 2 | 1 | 3                     |
| 7.      | Szwajcaria        | 0 | 1 | 2 | 3                     |
| 8.      | Finlandia         | 0 | 0 | 1 | 1                     |